# Ruisseau de Nègeurieu
Le ruisseau de Nègeurieu est une rivière du sud de la France qui coule dans les départements de l'Hérault et du Tarn. C'est un affluent de l'Arn, donc un sous-affluent de la Garonne par le Thoré, puis par l'Agout, et enfin par le Tarn.

## Géographie
De 10,4 km de longueur, le ruisseau de Nègeurieu prend sa source dans le Parc naturel régional du Haut-Languedoc, massif de l'Espinouze, dans le département du Tarn. Il se jette en rive droite dans l'Arn, au niveau du lac des Saints-Peyres. Son cours se situe entièrement sur la commune d'Anglès.

### Commune et canton traversés
- Tarn : Anglès.

## Principaux affluents
- Rec de Douze : 1,6 km